# 佛阁寺镇
佛阁寺镇，是中华人民共和国河南省驻马店市新蔡县下辖的一个乡镇级行政单位。

## 行政区划
佛阁寺镇下辖以下地区：
佛阁寺村、闫庄村、梅楼村、张康庄村、项寨村、吴岗村、老围孜村、梅湾村、展吴庄村、冯围孜村、大展庄村、黄岗村、梅李庄村和铁台村。